# Comtat de l'Alcàsser de Toledo

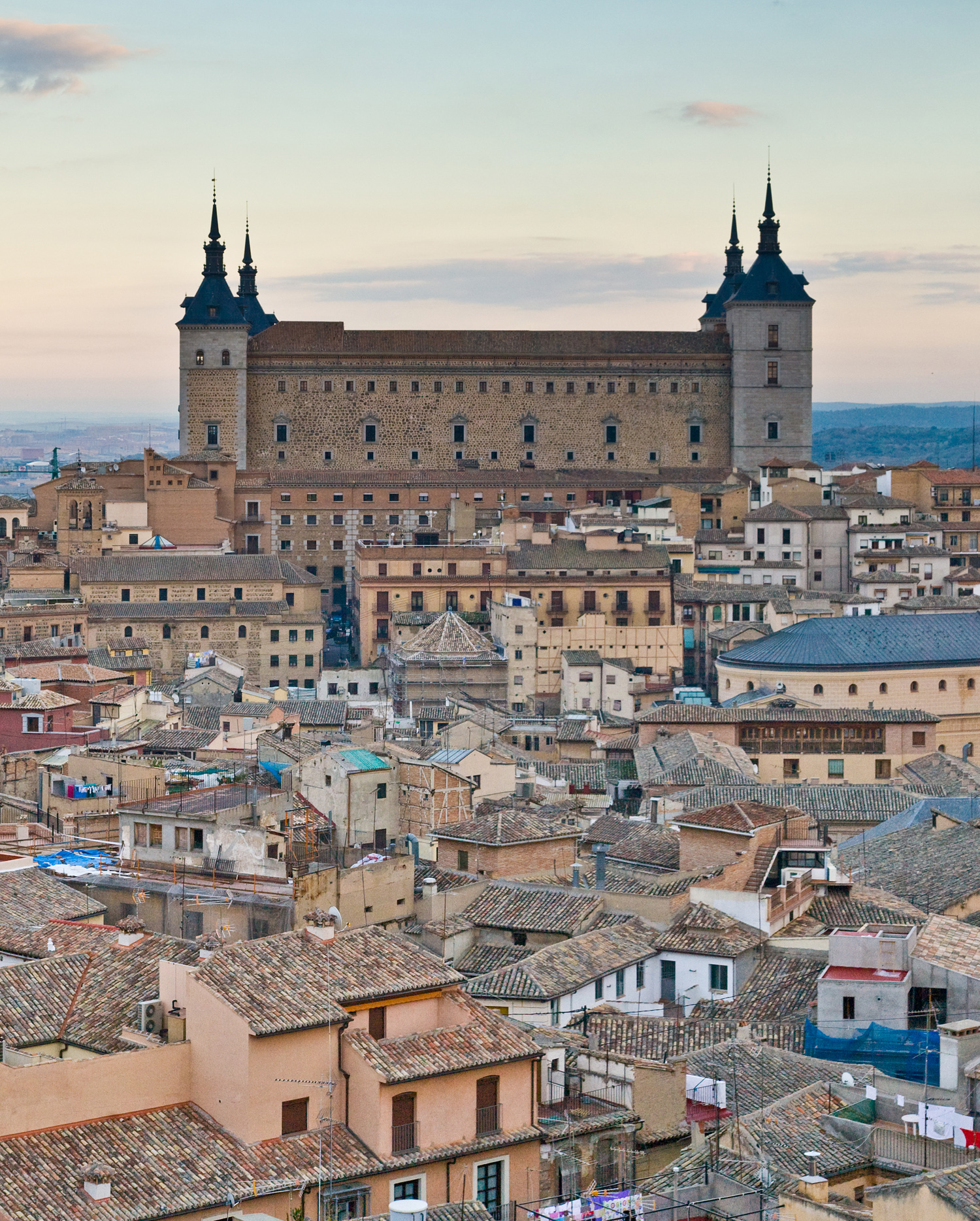
L'alcàsser de Toledo

El comtat de l'Alcàsser de Toledo és un títol nobiliari espanyol amb Grandesa d'Espanya concedit el 18 de juliol de 1948 a favor del capità general José Moscardó e Ituarte.
La seva denominació fa referència a l'alcàsser de Toledo, fortalesa toledana que el llavors coronel Moscardó va defensar, amb èxit, del setge al qual va ser sotmès durant el principi de la guerra civil espanyola per part de les tropes republicanes.
El títol nobiliari va ser suprimit el 21 d'octubre de 2022 després de l'aprovació de la llei de Memòria Democràtica.

## Comtes de l'Alcàsser de Toledo
|                              | Titular                                   | Període                      |
| Creació per Francisco Franco | Creació per Francisco Franco              | Creació per Francisco Franco |
| ---------------------------- | ----------------------------------------- | ---------------------------- |
| I                            | José Moscardó e Ituarte                   | 1948 - 1956                  |
| II                           | Miguel Moscardó y Guzmán                  | 1957 - 1973                  |
| III                          | Jose Luis Moscardó y Morales-Vara del Rey | 1973 - 2022                  |